# Santuario della Madonna della Sciara di Mompilieri
Il Santuario della Madonna della Sciara di Mompilieri è un luogo di culto cattolico sito in Mascalucia, in provincia di Catania, nella frazione di Massannunziata, in contrada Mompilieri.

## Storia
La presenza di una chiesa nel villaggio di Mompilieri, alle pendici dell'Etna, risalrebbe ad un periodo anteriore al XIV secolo, ed era intitolata al culto della Madonna dell'Annunziata.
L'eruzione del vulcano avvenuta nel 1669, seppellì per intero Mompilieri e la sua chiesa: il conte Giovanni Andrea Massa, barone di Mompilieri, ordinò l'esecuzione di lavori di scavo, che però si rivelarono infruttuosi; nel 1704, una persona del luogo insistette con gli abitanti del nuovo borgo di Massannunziata, affinché fossero ripresi i lavori di scavo: i pesani scavarono nel punto indicato da quella persona e fu ritrovato il simulacro della Madonna delle Grazie intatto, nonostante la presenza della lava. Dopo il ritrovamento della statua della Vergine, nel XIX secolo venne eretta una cappella sul colle basaltico formatosi con l'eruzione, poco sopra la grotta in cui il ritrovamento è avvenuto, e fu così che nacque il culto della "Madonna della Sciara", in riferimento alla grotta in cui la statua era custodita.
La chiesetta divenne luogo di pellegrinaggio di numerosi fedeli da ogni parte della Sicilia, e vista l'importanza assunta, il cardinale Giuseppe Francica-Nava de Bondifè, arcivescovo di Catania, con decreto del 1º agosto 1923, la elevò a rango di santuario. Molti anni più tardi, un altro arcivescovo, il monsignor Guido Luigi Bentivoglio, designò il Santuario come meta di pellegrinaggio nel Giubileo dell'Incarnazione del 1950. Tra il 1953 e il 1955, sotto il rettorato del sacerdote Filippo Consoli, con l'aiuto del benefattore Antonino Rapisarda da Nicolosi, l'accesso alla grotta del ritrovamento venne resa fruibile a tutti i pellegrini.
Nel 1955, un artigiano catanese, venne autorizzato dal Rettore del Santuario a riprendere gli scavi, per ricavarvi la pietra rossa da vendere come materiale da costruzione, e nel corso dei lavori, ritrovò le teste delle statue della Madonna dell'Annunziata e dell'Arcangelo Gabriele, attribuite allo scultore Antonello Gagini.
Alla fine degli anni novanta, furono avviati i lavori per la costruzione di una chiesa più grande, poiché quella antica costruita nell'Ottocento, era troppo piccola e insufficiente per ospitare un numero sempre più crescente di fedeli. I lavori, interrotti nel 2007 per l'improvvisa scomparsa del rettore, il sacerdote Salvatore Incognito, furono completati nel 2010.
Nel giorno 3 dicembre 2023, l'Arcivescovo di Catania Luigi Renna, consacra la nuova aula liturgica a San Giuseppe Sposo.
Nell'anno santo in occasione del Giubileo del 2025 il Santuario è stato nominato dallo stesso arcivescovo di Catania, Luigi Renna, Santuario Giubilare.

## Descrizione

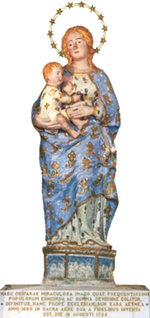
Simulacro della Madonna della Sciara

L'odierno Santuario della Madonna della Sciara sorge vicinissimo a dove è stata ritrovata la statua della Madonna. Il suo prospetto è semplice, portale d'ingresso architravato in pietra bianca sormontato da una finestra litica rettangolare. Il tetto è a capanna con volta a botte, l'interno a forma longitudinale con abside, a navata unica.